# عبد الله المغلوث
عبد الله بن أحمد المغلوث (24 يوليو 1978/ 19 شعبان 1398) كاتب صحفي ومؤلف وإعلامي سعودي، ومساعد وزير الإعلام منذ 12 ديسمبر 2023، ووكيل وزارة الإعلام للتواصل في السعودية منذ يونيو 2020، والمتحدث الرسمي باسم وزارة الإعلام من 2018م إلى 2024م، ومدير عام مركز التواصل الحكومي، ومركز التواصل الدولي.

## نشأته وتعليمه
ولد عبد الله المغلوث في محافظة الأحساء، في السعودية عام 1978، وتلقى تعليمه المبكر فيها، إذ درس في مدارس الإمام الترمذي الابتدائية، والعلاء بن الحضرمي المتوسطة، والإمام النووي الثانوية، ونشأ في عائلة برز عدد من أفرادها في مجالات مختلفة، فوالده الفنان التشكيلي والكاتب أحمد بن عبد الله المغلوث الذي اشتهر بأعماله ومشاركاته الفنية داخل السعودية وخارجها، وعمه المؤرخ ومؤلف الأطالس سامي المغلوث، وخاله اللواء طارق بن عبد الله المغلوث مدير شرطة محافظة الدمام، وأخوه فيصل المغلوث المدير العام المكلف على برنامج صنع في السعودية في هيئة تنمية الصادرات.

## شهاداته العلمية
حصل المغلوث على شهادة البكالوريوس في التسويق والإعلام من جامعة ويبر ستيت الحكومية في عام 2001، وفي عام 2003 حصل على شهادة الماجستير في الإدارة التنفيذية من جامعة كولورادو، وفي عام 2004 حصل على شهادة ماجستير أخرى في تقنية المعلومات من الجامعة ذاتها، وفي عام 2014 حصل على درجة الدكتوراه في الإعلام الرقمي من جامعة سالفورد البريطانية.

## حياته العملية
بدأ عبد الله المغلوث حياته العملية في سنٍ مبكرة عندما كان طالبًا في المرحلة الثانوية، حيث عمل متعاونًا مع صحيفتي الرياض واليوم، واستمر عمله التعاوني طيلة مرحلة دراسته الجامعية. تولى خلال مسيرته العملية عددًا من المناصب ومنها:
- المشرف العام على وكالة التواصل من 2019 حتى 2020.
- مدير عام إدارة التغيير والتواصل في برنامج تطوير وزارة الدفاع من 2016 حتى 2018.
- مدير العلاقات العامة في شركة أرامكو السعودية من 2014 حتى 2016.
- مدير مؤسس العلاقات العامة في جامعة الملك عبد الله للعلوم والتقنية «كاوست» في 2009.
- عضو هيئة تدريس غير متفرغ في جامعة الإمام عبد الرحمن بن فيصل بالدمام.
- في نوفمبر 2017 أسس مركز التواصل الحكومي الذي يديره اليوم.
- في يناير 2018 عُيّن مديرًا عامًا لمركز التواصل الحكومي، ومتحدثًا رسميًّا باسم وزارة الإعلام إلى يناير 2024م.[9][10]
- في 12 ديسمبر 2023م صدر أمر ملكي بتعيينه مساعدًا لوزير الإعلام بالمرتبة الممتازة.[11]
- يشغل الدكتور المغلوث عددًا من العضويات وأبرزها: عضو مجلس تنظيم المحتوى الرقمي، وعضو مجلس منطقة الرياض، وعضو مجلس شؤون الأسرة، وعضو اللجنة التنفيذية لمجلس إدارة دارة الملك عبد العزيز، ورئيس مجلس المديرين في شركة الإعلام المتكاملة، وقائد المسار الإعلامي للجنة التنفيذية لمكافحة المخدرات، وعضو مجلس إدارة المركز السعودي لكفاءة الطاقة، عضو اللجنة التنفيذية لحوكمة تعديل أسعار منتجات الطاقة والمياه.[3]

## نشاطه الإعلامي
- انطلق نشاط المغلوث الإعلامي منذ سنوات دراسته في المرحلة الثانوية واستمر حتى اليوم، مما جعله غزير الإنتاج، إذ كتب في عدد من الصحف والمجلات العربية والسعودية مثل: اليوم، والحياة، والوطن، وإيلاف، والقافلة، وفوربز، وترحال.
- ما يزال يكتب مقالاً أسبوعيًّا في صحيفة الاقتصادية السعودية، يتحدث فيه عن مواضيع اجتماعية، وثقافية، وعملية، وتلاقي مقالاته تفاعلًا عبر منصات التواصل الاجتماعي، مثل مقالة «الثناء المتأخر»[12] و«التواصل العميق»،[13] و«صناعة الأصدقاء»،[14] و«كيف تصبح محيطًا»،[15] إذ غالبًا ما يسرد فيها قصصًا واقعية تنقل رسائل ومعانٍ إيجابية للقراء.[16]
- لم يقتصر نشاطه الإعلامي على كتابة المقالات، فقد أعد وقدم برنامج «يشبهك» على موقع "يوتيوب" بالشراكة مع مسك الخيرية،[17] وبرنامج «ببساطة» على قناة إم بي سي،[18] بالإضافة إلى تقديمه مقاطع قصصية قصيرة يرويها عبر حساباته على منصات التواصل الاجتماعي.[19]

## مؤلفاته
لمؤلفات عبد الله المغلوث النصيب الأكبر من نشاطه الإعلامي، وهي 10 مؤلفات حتى عام 2022:
1. كتاب "أرامكويون من نهر الهان إلى سهول لومبارديا" الذي صدر في عام 2008.
2. كتاب "الصندوق الأسود.. حكايات مثقفين سعوديين" الذي صدر في عام 2010.[20]
3. كتاب "كخه يا بابا...في نقد الظواهر الاجتماعية" الصادر في عام 2011.
4. كتاب "مضاد حيوي لليأس...قصص نجاح سعودية" الذي صدر في عام 2011.
5. كتاب "تغريد في السعادة والتفاؤل والأمل الذي نشر عام 2012.
6. كتاب "إنترنتيون سعوديون" نشر عام 2013.
7. كتاب "الساعة 7:46 مساءً" نشر عام 2013.
8. كتاب "غدًا أجمل" في عام 2017.
9. كتاب "حلاوة القهوة في مرارتها" في عام 2019.
10. كتاب "الإدارة الأنيقة" في عام 2022.[21]

## جوائز وتقديرات
حصل الدكتور عبد الله المغلوث على عدد من الجوائز العربية ففي عام 2001؛ حاز جائزة الأمير بندر بن سلطان للتفوق العلمي من سفارة خادم الحرمين الشريفين في واشنطن، كما حصل على جائزة التفوق من جامعة «ويبر ستيت» الحكومية بولاية يوتاه الأمريكية في نفس العام، ونال جائزة رواد التواصل الاجتماعي العرب من الشيخ محمد بن راشد نائب رئيس الإمارات العربية المتحدة في عام 2005، ثم في عام 2015 حصل على جائزة التميز من الشيخ جابر بن مبارك الصباح في الملتقى العربي بالكويت.

## وصلات خارجية
- صفحة عبد الله المغلوث على موقع أبجد
- صفحة اقتباسات عبد الله المغلوث على موقع أبجد
- مقالات عبد الله المغلوث على جريدة الاقتصادية